# Подвршко
Подвршко је насељено место у саставу општине Церник у Бродско-посавској жупанији, Република Хрватска.

## Историја
До територијалне реорганизације у Хрватској налазило се у саставу старе општине Нова Градишка.

## Становништво
На попису становништва 2011. године, Подвршко је имало 294 становника.

## Попис1991.
На попису становништва 1991. године, насељено место Подвршко је имало 402 становника, следећег националног састава:
| Попис 1991.‍  | Попис 1991.‍  | Попис 1991.‍ | Попис 1991.‍ | Попис 1991.‍ |
| ------------ | ------------ | ----------- | ----------- | ----------- |
|              |              |             |             |             |
| Хрвати       | Хрвати       |             | 379         | 94,27%      |
| Срби         | Срби         |             | 1           | 0,24%       |
| остали       | остали       |             | 1           | 0,24%       |
| неопредељени | неопредељени |             | 2           | 0,49%       |
| непознато    | непознато    |             | 19          | 4,72%       |
| укупно: 402  |              |             |             |             |